# Галустов, Абрам Макиевич
Абрам Макиевич Галустов (арм. Աբրահամ Մակիի Գալուստով, азерб. Abram Makiyeviç Qalustov; 1890 — ?) — советский азербайджанский виноградарь, Герой Социалистического Труда (1950).

## Биография
Родился в 1890 году на территоории современного Азербайджана.
Работал бригадиром виноградарского совхоза имени Низами Таузского района. В 1949 году получил урожай винограда 184,8 центнера с гектара на площади 10,7 гектаров.
Указом Президиума Верховного Совета СССР от 4 сентября 1950 года за получение высоких урожаев винограда на поливных виноградниках в 1949 году Галустову Абраму Макичевичу присвоено звание Героя Социалистического Труда с вручением ордена Ленина и золотой медали «Серп и Молот».